# Dorotea Sofia d'Assia-Darmstadt
Dorotea Sofia d'Assia-Darmstadt (Gießen, 14 gennaio 1689 – Öhringen, 7 giugno 1723) fu una nobile dell'Assia-Darmstadt e contessa di Hohenlohe-Öhringen.

## Biografia
Era figlia di Ernesto Luigi d'Assia-Darmstadt, langravio d'Assia-Darmstadt dal 1678 al 1739, e della prima moglie Dorotea Carlotta di Brandeburgo-Ansbach.
Venne data in sposa a Giovanni Federico di Hohenlohe-Öhringen, figlio di Giovanni Federico I, conte di Hohenlohe-Neuenstein-Oehringen; il matrimonio venne celebrato il 13 febbraio 1710 a Darmstadt e sancì l'alleanza tra le dinastie dei Brabante d'Assia-Darmstadt e quella degli Hohenlohe di Öhringen.
Diede al marito sette figli:
- Luigi Guglielmo Federico (28 luglio 1712-Öhringen, 1712);
- Carlotta Luisa Federica (Öhringen, 10 luglio 1713-30 ottobre 1785);
- Carolina Sofia (Öhringen, 8 gennaio 1715-Kirchberg, 21 agosto 1770), data in sposa nel 1749 al principe Carlo Augusto di Hohenlohe-Kirchberg;
- Guglielmina Eleonora (Neuenstein, 20 febbraio 1717-Ingelfingen, 30 luglio 1794), data in sposa nel 1743 al principe Enrico Augusto di Hohenlohe-Ingelfingen;
- Leopoldina Antonia (Neuenstein, 16 marzo 1718-Öhringen, 4 ottobre 1779), suora a Herford;
- Eleonora Cristina (Neuenstein, 1º marzo 1720-Rüdenhausen, 17 febbraio 1746), data in sposa nel 1743 al conte Giovanni Federico di Castell-Rüdenhausen;
- Luigi Federico Carlo (Öhringen, 23 maggio 1723-Öhringen, 27 luglio 1805), che sposò nel 1749 la principessa Amalia di Sassonia-Hildburghausen;

Nel 1764 suo marito fu elevato al rango di principe di Hohenlohe-Neuenstein-Öhringen, titolo che lei non ottenne a causa della morte avvenuta a Öhringen il 7 giugno 1723 per le conseguenze dell'ultimo parto. L'ultimogenito fu proprio l'erede di Giovanni Federico, che divenne principe di Hohenlohe-Neuenstein-Öhringen alla morte del padre nel 1765.

## Ascendenza
|                                                |                                           |                                           | Genitori                                 |  |  | Nonni |  |  | Bisnonni                     |  |  | Trisnonni                 |  |
|                                                |                                           |                                           |                                          |  |  |       |  |  | Giorgio II d'Assia-Darmstadt |  |  | Luigi V d'Assia-Darmstadt |  |
|                                                |                                           |                                           |                                          |  |  |       |  |  | Giorgio II d'Assia-Darmstadt |  |  | Luigi V d'Assia-Darmstadt |  |
|                                                |                                           | Maddalena di Brandeburgo                  |                                          |  |  |       |  |  | Giorgio II d'Assia-Darmstadt |  |  |                           |  |
| Luigi VI d'Assia-Darmstadt                     |                                           |                                           |                                          |  |  |       |  |  | Giorgio II d'Assia-Darmstadt |  |  |                           |  |
|                                                |                                           | Sofia Eleonora di Sassonia                | Giovanni Giorgio I di Sassonia           |  |  |       |  |  |                              |  |  |                           |  |
|                                                |                                           | Sofia Eleonora di Sassonia                | Giovanni Giorgio I di Sassonia           |  |  |       |  |  |                              |  |  |                           |  |
|                                                |                                           | Sofia Eleonora di Sassonia                | Maddalena Sibilla di Hohenzollern        |  |  |       |  |  |                              |  |  |                           |  |
| Ernesto Luigi d'Assia-Darmstadt                |                                           | Sofia Eleonora di Sassonia                |                                          |  |  |       |  |  |                              |  |  |                           |  |
|                                                |                                           | Ernesto I di Sassonia-Gotha-Altenburg     | Giovanni di Sassonia-Weimar              |  |  |       |  |  |                              |  |  |                           |  |
|                                                |                                           | Ernesto I di Sassonia-Gotha-Altenburg     | Giovanni di Sassonia-Weimar              |  |  |       |  |  |                              |  |  |                           |  |
|                                                |                                           | Ernesto I di Sassonia-Gotha-Altenburg     | Dorotea Maria di Anhalt                  |  |  |       |  |  |                              |  |  |                           |  |
| Elisabetta Dorotea di Sassonia-Gotha-Altenburg |                                           | Ernesto I di Sassonia-Gotha-Altenburg     |                                          |  |  |       |  |  |                              |  |  |                           |  |
|                                                |                                           | Elisabetta Sofia di Sassonia-Altenburg    | Giovanni Filippo di Sassonia-Altenburg   |  |  |       |  |  |                              |  |  |                           |  |
|                                                |                                           | Elisabetta Sofia di Sassonia-Altenburg    | Giovanni Filippo di Sassonia-Altenburg   |  |  |       |  |  |                              |  |  |                           |  |
|                                                |                                           | Elisabetta Sofia di Sassonia-Altenburg    | Elisabetta di Brunswick-Wolfenbüttel     |  |  |       |  |  |                              |  |  |                           |  |
| Dorotea Sofia d'Assia-Darmstadt                |                                           | Elisabetta Sofia di Sassonia-Altenburg    |                                          |  |  |       |  |  |                              |  |  |                           |  |
|                                                | Gioacchino Ernesto di Brandeburgo-Ansbach | Giovanni Giorgio di Brandeburgo           |                                          |  |  |       |  |  |                              |  |  |                           |  |
|                                                | Gioacchino Ernesto di Brandeburgo-Ansbach | Giovanni Giorgio di Brandeburgo           |                                          |  |  |       |  |  |                              |  |  |                           |  |
|                                                | Gioacchino Ernesto di Brandeburgo-Ansbach | Elisabetta di Anhalt-Zerbst               |                                          |  |  |       |  |  |                              |  |  |                           |  |
| Alberto II di Brandeburgo-Ansbach              | Gioacchino Ernesto di Brandeburgo-Ansbach |                                           |                                          |  |  |       |  |  |                              |  |  |                           |  |
|                                                |                                           | Sofia di Solms-Laubach                    | Giovanni Giorgio I di Solms-Laubach      |  |  |       |  |  |                              |  |  |                           |  |
|                                                |                                           | Sofia di Solms-Laubach                    | Giovanni Giorgio I di Solms-Laubach      |  |  |       |  |  |                              |  |  |                           |  |
|                                                |                                           | Sofia di Solms-Laubach                    | …                                        |  |  |       |  |  |                              |  |  |                           |  |
| Dorotea Carlotta di Brandeburgo-Ansbach        |                                           | Sofia di Solms-Laubach                    |                                          |  |  |       |  |  |                              |  |  |                           |  |
|                                                |                                           | Gioacchino Ernesto di Oettingen-Oettingen | Ludovico Eberardo di Oettingen-Oettingen |  |  |       |  |  |                              |  |  |                           |  |
|                                                |                                           | Gioacchino Ernesto di Oettingen-Oettingen | Ludovico Eberardo di Oettingen-Oettingen |  |  |       |  |  |                              |  |  |                           |  |
|                                                |                                           | Gioacchino Ernesto di Oettingen-Oettingen | Margherita d'Erbach                      |  |  |       |  |  |                              |  |  |                           |  |
| Sofia Margherita di Oettingen-Oettingen        |                                           | Gioacchino Ernesto di Oettingen-Oettingen |                                          |  |  |       |  |  |                              |  |  |                           |  |
|                                                |                                           | Anna Sibilla di Solms-Sonnenwalde-Pouch   | Enrico Guglielmo di Solms-Sonnenwalde    |  |  |       |  |  |                              |  |  |                           |  |
|                                                |                                           | Anna Sibilla di Solms-Sonnenwalde-Pouch   | Enrico Guglielmo di Solms-Sonnenwalde    |  |  |       |  |  |                              |  |  |                           |  |
|                                                |                                           | Anna Sibilla di Solms-Sonnenwalde-Pouch   | Sofia Dorotea di Mansfeld-Arnstein       |  |  |       |  |  |                              |  |  |                           |  |
|                                                |                                           | Anna Sibilla di Solms-Sonnenwalde-Pouch   |                                          |  |  |       |  |  |                              |  |  |                           |  |